# フィリップ＝シャルル・ダランベール
フィリップ＝シャルル・ダランベールまたはフィリップ・カール・フォン・アーレンベルク（仏：Philippe-Charles d'Arenberg；独：Philipp-Karl von Arenberg, 1587年10月18日 - 1640年9月25日）は、スペイン領ネーデルラントの軍人、外交官。第2代アーレンベルク侯、第6代アールスコート公爵。

## 生涯
アーレンベルク侯シャルルと妻アンヌ・ド・クロイの間の長男として生まれた。1616年の父の死に伴ってアーレンベルク侯位とアールスコート公爵位、およびアーレンベルク家の領地の大半を相続する。フィリップ＝シャルルの治世、アーレンベルク家の領土では数多くの魔女狩りが行われている。フィリップ＝シャルルは父祖と同様にスペインとオーストリアのハプスブルク家に仕え、金羊毛騎士団の騎士に叙任され、スペイン貴族のグランデの称号も与えられていた。ワロン人連隊の連隊長を務めた。またナミュール伯領（Comté de Namur）の総督でもあった。
1634年、フィリップ＝シャルルは主君であるスペイン王フェリペ4世に対する謀反の計画に参加したという濡れ衣を着せられた。彼はマドリードに連行され、6年後に死ぬまでマドリードの居館で自宅軟禁状態に置かれた。フィリップ＝シャルルは優れた美術品収集家であり、晩年にマドリードで軟禁されていた時にすら、数多くの絵画を購入している。収集した作品の中には、フランス・スナイデルス、ガスパール・デ・クライエル、ピーテル・パウル・ルーベンス、パウル・デ・フォスのものなどがある。
1610年にエピノワ公ピエール・ド・ムランの娘イポリット＝アンヌ・ド・ムランと最初の結婚をし、2女をもうけたが、1615年に死別した。1620年にラレン女伯イザベル・ド・クレイモンと再婚し、後継ぎとなるフィリップ＝フランソワを始め1男3女をもうけたが、1630年に死別。1632年にホーエンツォレルン＝ジグマリンゲン伯カール2世の娘マリー・クレオーファと3度目の結婚をし、シャルル＝ウジェーヌら1男1女をもうけた。